# Легендата за Испания
Легендата за Испания (на испански: Hispania, la leyenda) е испански исторически сериал от 2010 г.

## Сюжет
В „Легендата за Испания“ се разказва историята за невероятното пътешествие на един обикновен пастир. Той става войн след като неговото село е нападнато и унищежено. Легендата за Испания разказва за група млади мъже, които са готови на всичко за своя народ. Вириат е испански пастир, който има скромен живот и щастието на семейството и малката му дъщеря Алтеа са най-важни. Това е така, но всичко се променя след като войската на претор Галба напада и унищожава селото му. Оцелелите са решени да отмъстят за своите близки. Така те се отправят към Рим решени да търсят справедливост. Вириат не е сам в това начинание – заедно със Сандро, Дарио, Пауло и Ектор той сформира малка група бунтовници, които са готови на всичко да освободят Испания от римските набези.
Групата от бунтовници на Вириат не са професионални войници, но се превръщат в такива. Те живеят в гората и се учат да оцеляват в трудните условия на гората. Скоро към малката група мъже се присъединяват и техни съселяни. За тях това е важно, защото когато са обединени могат да победят в своята борба. Всеки един от тях е пострадал от римските войници, има някои които са загубили близък човек. Легендата за Испания е сериал вдъхновен от филми като „Смело сърце“ поредицата на „Робин худ“ Разказва за необикновения дух на хората, за осъществяване на мечтите и желанията, които са в състояние да постигнат, изправени пред всякакви трудности и препятствия.

## „Легендата за Испания“ в България
В България сериалът започва излъчване на 10 януари 2012 г. по bTV с разписание, всеки делник от 20:00 ч. В третата си седмица на излъчване сериалът започва да се излъчва вече всяка събота от 20:00 до 22:00 ч. по два епизода седмично. На петата седмица от излъчването си сериалът е с разписание от понеделник до четвъртък от 21:00 ч. На 29 февруари 2012 г. се излъчи последният епизод от втори сезон. Трети сезон започна на 7 януари 2014 г. от 21:00 ч. и завърши на 16 януари.
От 26 септември 2012 г. сериалът стартира отново, на този път по bTV Cinema с разписание всеки делник от 18:00 ч. с повторение от 10:00 ч.